# 榛名由梨
榛名 由梨（はるな ゆり、1945年〈昭和20年〉8月19日 - ）は、兵庫県三田市出身の女優。元宝塚歌劇団月組・花組トップスターで専科にも所属した。
本名：山下 正代（やました まさよ）、愛称はショーちゃん。身長（現在の公称）166cm、血液型A型。現在の所属事務所は株式会社Brilliant由梨Office。

## 略歴
大の宝塚ファン同士の両親のもとに第一子として出生、兄弟は弟がひとり、また父方の祖父に日本画家・山下摩起（やました まき）がいた。
中学1年生から3年間、宝塚コドモアテネに通い、西宮市立大社中学校卒業後、宝塚音楽学校入学。芸名は当時実弟が所有していた旧海軍の『榛名』の模型から命名した。
1963年、宝塚歌劇団に入団。入団時の成績は62人中3位。初舞台公演の演目は星組公演『花詩集-1963年』。49期生。大滝子・郷ちぐさらが同期。その後1964年12月1日に月組に配属。
1968年、月・雪合同公演『ウエストサイド物語』で頭角を現す。若手時代はまずダンスで実力を発揮した。
1973年月組トップ古城都の退団を受け、同期・大と複数体制ながらトップスターに就任。
1974年2月トップ披露公演『白い朝/ロマン・ロマンチック』。同年8月『秋扇抄/ベルサイユのばら』初演（月組）で男装の麗人・オスカルを演じた。
1975年1月、花組へ異動。2期下の安奈淳と共にダブルトップに。同年7月、『ベルサイユのばら 〜アンドレとオスカル〜』でアンドレを演じ、オスカルを演じた安奈と熱狂的なベルばら旋風を巻き起こした。このころ安奈、汀夏子、鳳蘭とともに「ベルばら四強」（あるいは「ベルばら四天王」）と呼ばれた。
1976年2月、『あかねさす紫の花』初演。中大兄皇子役。同年月組へ復帰、6月22日に退団した大の後任として月組男役（単独）トップに“返り咲き”就任。
1977年3月、『風と共に去りぬ』で初代レット・バトラーを演じる。初めてトップスターが口髭をつけたと話題に。
1979年、月組トップでありながら副組長も兼務する異例・破格の扱いとなる。
1981年1月、『新源氏物語』初演。光源氏役。
1982年、『あしびきの山の雫に/ジョリー・シャポー』（本公演）、『永遠物語』（宝塚バウホール公演・初演）。同年『シブーレット』（宝塚バウホール公演）を最後に大地真央にトップを譲る形で専科へ組替。
1983年、星組『オルフェウスの窓』に出演。
1984年、春日野八千代、神代錦ら専科メンバーによるストレート・プレイ「花供養」（バウ・初演）近衛信尋役。
1985年、花組『愛あれば命は永遠に』に出演。
1986年、雪組『三つのワルツ』に出演。
1988年、『永遠〜』を宝塚バウホールで再演、星組『戦争と平和』東京公演千秋楽が最終出演公演。同年12月31日付をもって南風まい、但馬久美らと同時退団。
退団後は女優として演劇舞台を中心に活動しているほか、『ベルサイユのばら』の再演時にはスタッフとして演技指導を行っている。また、宝塚市の広報大使も務めている。
2014年、古巣である宝塚歌劇団の創立100周年を記念して創立された『宝塚歌劇の殿堂』最初の100人のひとりとして殿堂入り。なお、前述の「ベルばら四強」と呼ばれた榛名・安奈・鳳・汀の四名は全員殿堂入りの栄誉に浴している。

## 宝塚歌劇団時代の主な舞台

### 初舞台・月組時代
1963年
- 3月26日 - 4月29日『花詩集』（初舞台・星組）（宝塚大劇場）

1965年
- 10月2日 - 10月28日『海の花天女』新人公演：左麿（本役：上月晃）『レインボー・タカラヅカ』（宝塚大劇場）

1967年
- 10月31日 - 11月30日『アディオ・アモーレ』新人公演：ピエール（本役：古城都）、『ワンダフル・タウン』（宝塚大劇場）

1968年
- 8月1日 - 9月1日『ウエストサイド物語』アクション（月・雪合同）（宝塚大劇場）

1969年
- 7月5日 - 8月5日『怒濤の果て』新人公演：志佐五郎（本役：古城都）、『アリア・イン・ジャズ』（宝塚大劇場）
- 10月31日 - 11月29日『纒おけさ』七之助、『嵐が丘』エドガー（宝塚大劇場）

1970年
- 4月15日 - 5月6日『タカラヅカEXPO'70』（宝塚大劇場）
- 9月2日 - 9月30日『鷗よ　波濤を越えて』アチット、『青春のプレリュード』（宝塚大劇場）

1971年
- 2月27日 - 3月24日『タイム・マップ』『ドン・ホセの一生』新人公演：ドン・ホセ（本役：古城都）（宝塚大劇場）
- 7月1日 - 7月29日『川は光る』『人魚姫』－愛と魂の物語－　人魚姫の小さい兄（宝塚大劇場）
- 12月2日 - 12月26日『ゴールド・ヒル』『ハレルヤ』（宝塚大劇場）

1972年
- 7月29日 - 8月31日『蒼き湖』サワット、『グラン・ソレイユ』－ひまわり－（宝塚大劇場）

1973年
- 3月1日 - 3月22日『鼓よ空に響け』『愛のラプソディ』（宝塚大劇場）
- 5月26日 - 6月28日『霧深きエルベのほとり』フロリアン、『ファニー・フィーリング』（宝塚大劇場）
- 9月29日 - 10月30日『秋の宝塚踊り』『イフ……』－さよなら古城都－（宝塚大劇場）

### 第1次月組トップ時代
1974年
- 1月31日 - 2月26日『白い朝』栄二、『ロマン・ロマンチック』（宝塚大劇場）
- 6月27日 - 7月24日『花のオランダ坂』丈吉、『インスピレーション』（宝塚大劇場）
- 8月29日 - 9月26日『秋扇抄』『ベルサイユのばら』オスカル・フランソワ・ド・ジャルジェ（宝塚大劇場）

### 花組トップ時代
1975年
- 1月1日 - 1月30日『春鶯囀』壬生豊秋、『ラビング・ユー』チャーリー（月組）（宝塚大劇場）
- 3月1日 - 3月25日『夢見る恋人たち』ココ、『ボン・バランス』（宝塚大劇場）
- 7月3日 - 8月12日『ベルサイユのばら－アンドレとオスカル－』　アンドレ・グランディエ（宝塚大劇場）

1976年
- 2月19日 - 3月23日『あかねさす紫の花』中大兄皇子、『ビューティフル・ピープル』（宝塚大劇場）
- 3月25日 - 5月12日『ベルサイユのばらIII』オスカル・フランソワ・ド・ジャルジェ（星組特別出演）（宝塚大劇場）

### 第2次月組トップ時代
1976年
- 8月5日 - 8月30日『ベルサイユのばらIII』オスカル・フランソワ・ド・ジャルジェ（東京宝塚劇場特別公演）
- 11月12日 - 12月5日『紙すき恋歌』『バレンシアの熱い花』フェルナンド（宝塚大劇場）

1977年
- 3月25日 - 5月10日『風と共に去りぬ』レット・バトラー（宝塚大劇場）
- 9月30日 - 11月8日『わが愛しのマリアンヌ』クレアント、『ボーイ・ミーツ・ガール』（宝塚大劇場）

1978年
- 3月24日 - 5月9日『祭りファンタジー』『マイ・ラッキー・チャンス』（宝塚大劇場）
- 8月10日 - 9月26日『隼別王子の叛乱』隼別王子、『ラブ・メッセージ』（宝塚大劇場）

1979年
- 2月16日 - 3月21日『日本の恋詩』『カリブの太陽』ジェフ（宝塚大劇場）
- 3月27日 - 4月8日『榛名由梨ゴールデンタイム』（宝塚バウホール）
- 6月29日 - 8月8日『春愁の記』安麻呂、『ラ・ベル　たからづか』（宝塚大劇場）
- 9月9日 - 9月30日『恋とかもめと六文銭』（宝塚バウホール）

1980年
- 1月1日 - 2月12日『アンジェリク』ジョフレ、『仮面舞踏会』（宝塚大劇場）
- 6月27日 - 8月12日『スリナガルの黒水仙』ラヒム王子/チャンドラー、『クラシカル・メニュー』（宝塚大劇場）

1981年
- 1月1日 - 2月11日『新源氏物語』光源氏（宝塚大劇場）
- 6月26日 - 8月11日『白鳥の道を越えて』ロベルト、『ザ・ビッグ・アップル』（宝塚大劇場）

1982年
- 2月5日 - 3月7日『あしびきの山の雫に』天武帝、『ジョリー・シャポー』（宝塚大劇場）

### 専科時代
1982年
- 3月31日 - 4月12日『永遠物語』富島松五郎（月組）（宝塚バウホール）
- 8月15日 - 8月30日『シブーレット』デュパルケ（月組）（宝塚バウホール）

1983年
- 6月24日 - 8月9日『オルフェウスの窓 -イザーク編-』クラウス（星組）（宝塚大劇場）

1984年
- 3月31日 - 4月9日『花供養』（専科）（宝塚バウホール）

1985年
- 3月28日 - 5月7日『愛あれば命は永遠に』バラス将軍（花組）（宝塚大劇場）
- 5月18日 - 5月27日『榛名由梨ゴールデンタイム』（花組）（宝塚バウホール）

1986年
- 8月8日 - 9月23日『三つのワルツ』ヨーゼフ・ブルンネル（雪組）（宝塚大劇場）

1988年
- 7月8日 - 7月16日『永遠物語』富島松五郎（月組）（宝塚バウホール・再演）
- 8月11日 - 9月27日『戦争と平和』ピエール・ベズーホフ（星組）（宝塚大劇場）

## 宝塚歌劇団退団後の主な活動

### 舞台
- 『オセロー』
- 『スクルージ』
- 『ジョセフィン』
- 『桜吹雪狸御殿』（2003年）
- 『コルチャック先生』
- 『ステッピング アウト』（2001年、2004年、2006年、2009年）
- 『瞼の母ラプソディ 二幕』（2009年）歌舞伎町シアターパーク2009
- 『マウストラップ』（2010年）俳優座劇場、サンケイホール
- 『名探偵ポワロ ブラックコーヒー』（2010年）シアター1010、サンケイホール
- 『ベルばらから次郎長へ 勢揃い、清水港 次郎長三國志』（2011年） 博品館劇場
- 『永遠物語』（2013年）宝塚バウホール
- 『永遠物語』（2022年）サンケイホールブリーゼ

### テレビ出演
- 一枚の写真（1989年、フジテレビ）
- アナザーストーリーズ 運命の分岐点『“ベルサイユのばら”オスカルになりたかった私たち』（2022年7月15日、NHK総合）[7]

## 著書
- 『愛のエチュード』（1976年、二見書房）
- 『トップ榛名由梨のoh!タカラヅカ』（1993年、浪速社）